# ماكاميك (كيبك)
ماكاميك (بالإنجليزية: Macamic, Quebec)‏ هي بلدية محلية في كيبيك تقع في كندا في Abitibi-Ouest Regional County Municipality. يقدر عدد سكانها بـ 2,734 نسمة ومساحتها 238.40 كم2 .